# Roberto Repole
Roberto Repole (Torino, 29. siječnja 1967.) talijanski je katolički prelat koji je od 2022. služio kao nadbiskup Torina i biskup Suze. Predavao je teologiju na sveučilišnoj razini od 1996. do 2022., a od 2011. do 2016. bio je na čelu Talijanske teološke zajednice.
Papa Franjo najavio je da će ga proglasiti kardinalom 8. prosinca, datum koji je kasnije promijenjen na 7. prosinca. Papa Franjo ga je 7. prosinca 2024. proglasio kardinalom, dodijelivši mu kao članu reda svećenika kardinala naslov crkve Gesù Divin Maestro alla Pineta Sacchetti.